# Reicherskreuz
Reicherskreuz (niedersorbisch Rychartojce) ist ein Ortsteil der Gemeinde Schenkendöbern im Landkreis Spree-Neiße (Brandenburg). Reicherskreuz liegt im Naturpark Schlaubetal, große Teile der Gemarkung werden vom Naturschutzgebiet Reicherskreuzer Heide und Schwansee eingenommen. Im ausgehenden Mittelalter und in der frühen Neuzeit war Reicherskreuz ein Lehen der in Böhmen angesessenen gräflichen Familie v. Sternberg.

## Geographische Lage

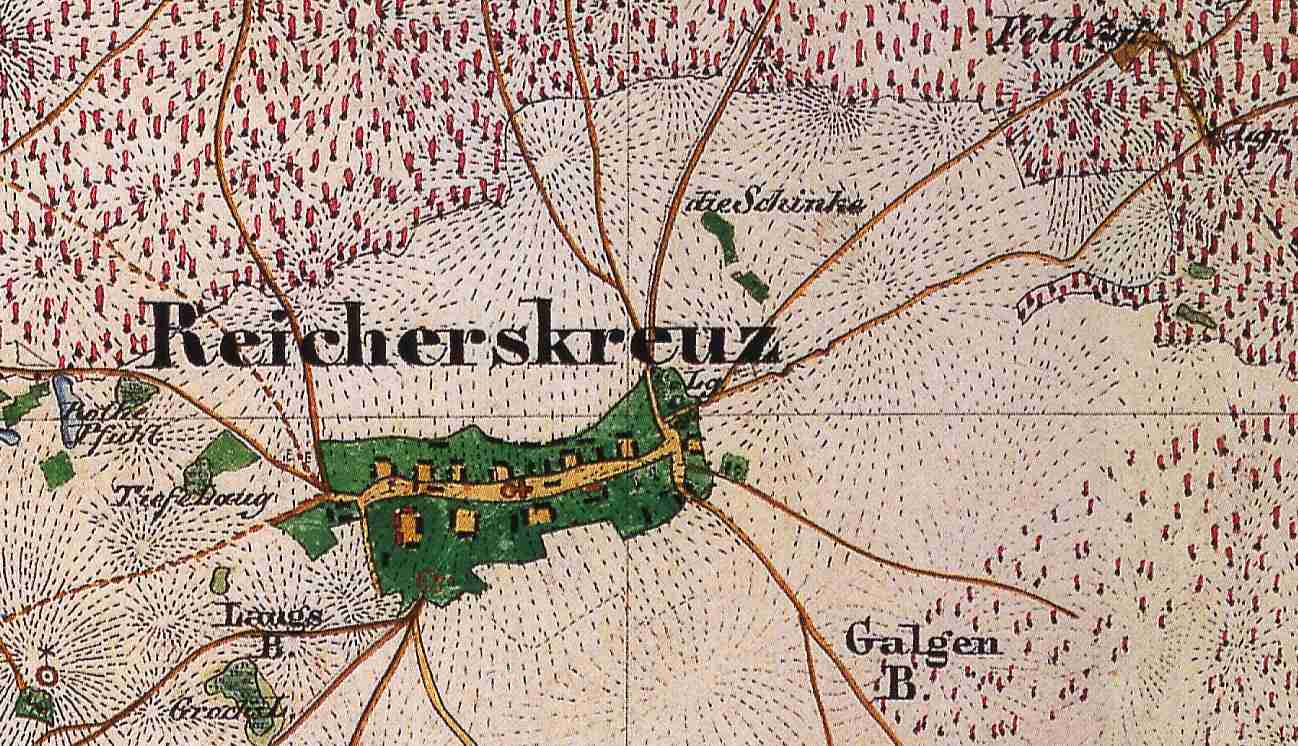
Reicherskreuz auf dem Urmesstischblatt 3953 Groß Muckrow von 1844

Die nächste größere Stadt ist Guben im Südosten, etwa 35 Straßenkilometer entfernt, die Kleinstadt Lieberose liegt etwa 12,5 km Luftlinie südwestlich. Reicherskreuz ist nur über kleine Ortsverbindungsstraßen zu erreichen, die L452 von Leeskow, die hier endet und zwei kleine Straßen nach Osten Richtung Henzendorf und eine Straße Richtung Norden. Die L 43 im Norden ist rund sechs Kilometer entfernt, die B 320 verläuft in etwa sieben Kilometer südlich des Ortes.
Reicherskreuz grenzt im Nordwesten und Norden an Groß Muckrow und Klein Muckrow (beide Orte sind Ortsteile der Stadt Friedland (Niederlausitz)) und die Gemeinde Grunow-Dammendorf, im Nordosten an Treppeln, im Osten an Henzendorf (beide Orte sind Ortsteile der Gemeinde Neuzelle), alle genannten Orte liegen im Landkreis Oder-Spree, im Süden an Pinnow und Staakow (beide Orte sind Ortsteile der Gemeinde Schenkendöbern im Landkreis Spree-Neiße) und im Westen an Leeskow (Ortsteil der Gemeinde Jamlitz im Landkreis Dahme-Spreewald).
Im Westen grenzt die Gemarkung Reicherskreuz an den Schwansee. Westlich des Ortskern liegt auf der Gemarkungsgrenze zu Groß Muckrow ein kleiner namenloser Teich, etwas weiter östlich verzeichnet die alte Topographische Karte von 1911 einen weiteren kleinen Tümpel, der inzwischen verschwunden ist. Dicht an der Gemarkungsgrenze zu Treppeln liegt ein weiterer kleiner Tümpel. Ansonsten gibt es auf der Gemarkung keine Fließgewässer. Eine weitläufige Höhe östlich des Ortskerns ist in der alten Topographischen Karte 1:25.000 als Galgenberg verzeichnet.

## Geologie
Das Gebiet um Reicherskreuz weist eine Häufung von Reliefformen auf, welche erlauben, den Eiszerfall und die damit zusammenhängenden mehrphasigen Abflusssysteme des Schmelzwassers zu rekonstruieren. Eine Eisrandlage nach Ende des Brandenburger Stadiums, die Saarmund-Reicherskreuzer-Staffel, wurde nach dem Ort benannt. Mit dieser Stillstandslage ist die großflächige, nach Süden und Südwesten gerichtete Schüttung des Reicherskreuzer Sanders verbunden. Das Dorf Reicherskreuz wurde auf dem Oberen Schwanheide-Sander angelegt. Dieser entstand, als nach Ende der Saarmund-Reicherskreuzer-Staffel bis zum Beginn der Grunower Stillstandslage, auch Grunower Halt, die Schlaube- und Ölserinne als südwärts gerichtete Schmelzwasserbahn diente.
Diese geologischen Gegebenheiten brachten reichliche Mengen von Findlingen in die Region. Nirgends im Gebiet sind so viele Gebäude aus den vorhandenen Feldsteinen oder aus einer Mischung von Feldsteinen und Ziegeln errichtet worden, wie hier.

## Bevölkerungsentwicklung von 1799 bis 2011 in der Übersicht
| Jahr      | 1818 | 1846 | 1871 | 1875 | 1890 | 1900 | 1910 | 1925 | 1933 | 1939 | 1946 | 1950 | 1964 | 1971 | 1981 | 1991 | 1997 | 2011 |
| --------- | ---- | ---- | ---- | ---- | ---- | ---- | ---- | ---- | ---- | ---- | ---- | ---- | ---- | ---- | ---- | ---- | ---- | ---- |
| Einwohner | 129  | 155  | 185  | 176  | 141  | 139  | 134  | 125  | 108  | 100  | 200  | 164  | 100  | 88   | 74   | 47   | 50   | 47   |

## Namensdeutung
Erstmals findet das Dorf 1393 als Richartcrucze Erwähnung, ab 1673 dann Reicherskreutz. Ob man den Namen mit Kreuz eines Richard deuten kann, ist nicht mehr feststellbar, da es sich ebenso um ein Wegekreuz, ein Grenzkreuz, Grabkreuz oder anders Merkmal in der Flur handeln könnte, welches namensgebend war. Da auf der Separationskarte des Jahres 1841 unter den aufgezählten Flurnamen etwa ein Drittel niedersorbischer Herkunft waren oder den Einfluss aufweisen, waren Teile der Bevölkerung im Mittelalter vermutlich Sorben. Belegbar sind unter anderem Guschinke von gusćinka = Gebüsch, Sagrod von zagroda = Feldgarten oder Schinneläugchen von sćina = Rohr, Schilf und Lauch.

## Besitzgeschichte
Das Angerdorf wurde im Lübbener Stadtbuch von 1393 erstmals urkundlich erwähnt. Rittergut und Dorf Reicherskreuz waren ein Lehen der gräflichen Familie v. Sternberg in Böhmen. Da die meist immer im Zusammenhang mit Leeskow, Reicherskreuz und Sarkow genannte Herrschaft Lieberose 1477 unter die Oberlehensherrschaft der Familie Sternberg kam, könnte auch die Oberlehensherrschaft der Familie v. Sternberg über Reicherskreuz bis ins 15. Jahrhundert zurück reichen.
Der erste bekannte Besitzer von Reicherskreuz war Nickel Belau im Jahre 1526. In den 1570er Jahren hatte Gregor v. Behlen das Gut inne. Er starb wahrscheinlich 1581 und hinterließ seinen beiden Söhnen neben dem Rittergut eine zimliche Parschafft. Christoph v. Behlen sollte das auf 6000 Taler taxierte Rittergut erhalten, Jost v. Behlen sollte mit Geld abgefunden werden. Allerdings überließ Christoph seinem Bruder Jost das Rittergut für 6000 Taler. Christoph sollte seinem Bruder jedoch die Lehn an dem gesamten Gut verschaffen und die auf dem Gut haftenden Verpflichtungen vor allem für die Mutter übernehmen. Jost zahlte seinem Bruder 5000 Taler aus, behielt aber 1000 Gulden für die Mutter ein. Christoph dachte aber nicht daran, seine Verpflichtungen zu erfüllen, sondern zog nach Forst zu den v. Bieberstein und mietete sich in einem Gasthof ein. Zwei Vertreter seines Bruders, die ihn auf seine Verpflichtungen hinwiesen, wurden beschimpft und zwei Wochen lang gefesselt im Gasthof gefangen gehalten. Nun schritt der Niederlausitzer Landvogt ein und forderte die Biebersteiner zur Ausweisung des Christoph v. Behlen auf. Diese weigerten sich jedoch und es kam zum Streit um die Zuständigkeit zwischen den Biebersteiner und dem Oberamt in Lübben. Der Ausgang des Kompetenzgerangels ist leider nicht überliefert. Noch vor 1588 verkaufte Jost v. Behlen eine Hälfte des Gutes an Hans Georg v. Selstrang. Die andere Hälfte scheint er bis 1596 an Abraham v. Leipzig verkauft zu haben, der auch 1599 auf Reicherskreuz genannt wird.

### 17. Jahrhundert
Um 1607 hatten die v. Kottwitz den Anteil von Abraham v. Leipzig erworben. Der Sehlstrangsche Anteil fiel spätestens 1612 an die v. Wiedebach. Dann im Jahre 1614 erwarb die Familie von Bomsdorf ganz Reicherß-Creuze. Die bäuerliche Dorfbevölkerung bestand aus lassitischen Kossäten, denen ihr Land vom Grundherrn auf Widerruf zur Bewirtschaftung überlassen wurde. 1652 wurde das damals wüste Dorf Reicherskreuz versteigert und an den Abraham v. Bomsdorf verkauft. Dieser verkaufte das Gut 1664 (oder 1666) an Caspar Loth (Otto) v. Schlieben, der 1682 verstarb. Caspar Loth war der Sohn des Zacharias v. Schlieben auf Rutzkau (Gemeindeteil von Bronkow). Sein Bruder Zacharias Otto hatte 1665/6 die Güter Mochlitz und Ullersdorf erworben. Seine Schwestern waren Felicia Magdalena, verheiratet mit Georg v. Zschertwitz auf Briesen und Tornow und Anna Catharina, seit dem 8. August 1651 verheiratet mit Caspar v. Leipzig(er) auf Herbersdorf (heute Ortsteil der Gemeinde Niederer Fläming). Caspar Loth starb am 7. März 1682. Die Witwe des Caspar Loth v. Schlieben, Barbara Dorothea v. Löben ersuchte im Namen ihrer minderjährigen Söhne um die Mitbelehnung an Golzig und Oderin, die sie auch erhielt. Sie bat auch um eine Entscheidung darüber, ob sie bei den Sternbergs um den Lehnbrief nach suchen müsse. Die Antwort ist nicht bekannt. Die Tochter Barbara Sophie v. Schlieben heiratete 1682 den Jobst Ehrentreich v. Schapelow auf Stremmen.

### 18. Jahrhundert
Später ist Adam Friedrich v. Schlieben im Besitz von Reicherskreuz. Er leistete im Jahre 1727 durch Vertretung auch seinen Treueeid auf den neuen Abt des Klosters Neuzelle, allerdings natürlich nicht für Reicherskreuz, sondern für andere Güter im Oderbruch. 1750 verkaufte Adam Friedrich v. Schlieben Reicherskreuz an Georg Anton v. d. Schulenburg von der Standesherrschaft Lieberose. Der Verkauf zog sich hin, 1751 hatte er anscheinend auch die Zustimmung der Sternberg'schen Lehenskurie erhalten. Jedoch legten nun der sächsische Kurfürst und der böhmische König Einspruch ein. Letztendlich scheint der Verkauf doch zustande gekommen zu sein. 1778 starb Georg Anton v. d. Schulenburg ohne männliche Erben. Nach langen Rechtsstreitigkeiten unter den Erben kaufte Carl Ernst Georg Graf v. Podewils Reicherskreuz und erhielt 1782 einen Lehnsbrief der Sternberg'schen Lehnskurie. Carl Ernst Georg Graf v. Podewils starb 1789 ohne Leibeserben, und Reicherskreuz fiel an seine Geschwister Friedrich Werner und Sofie Christine v. Podewils.

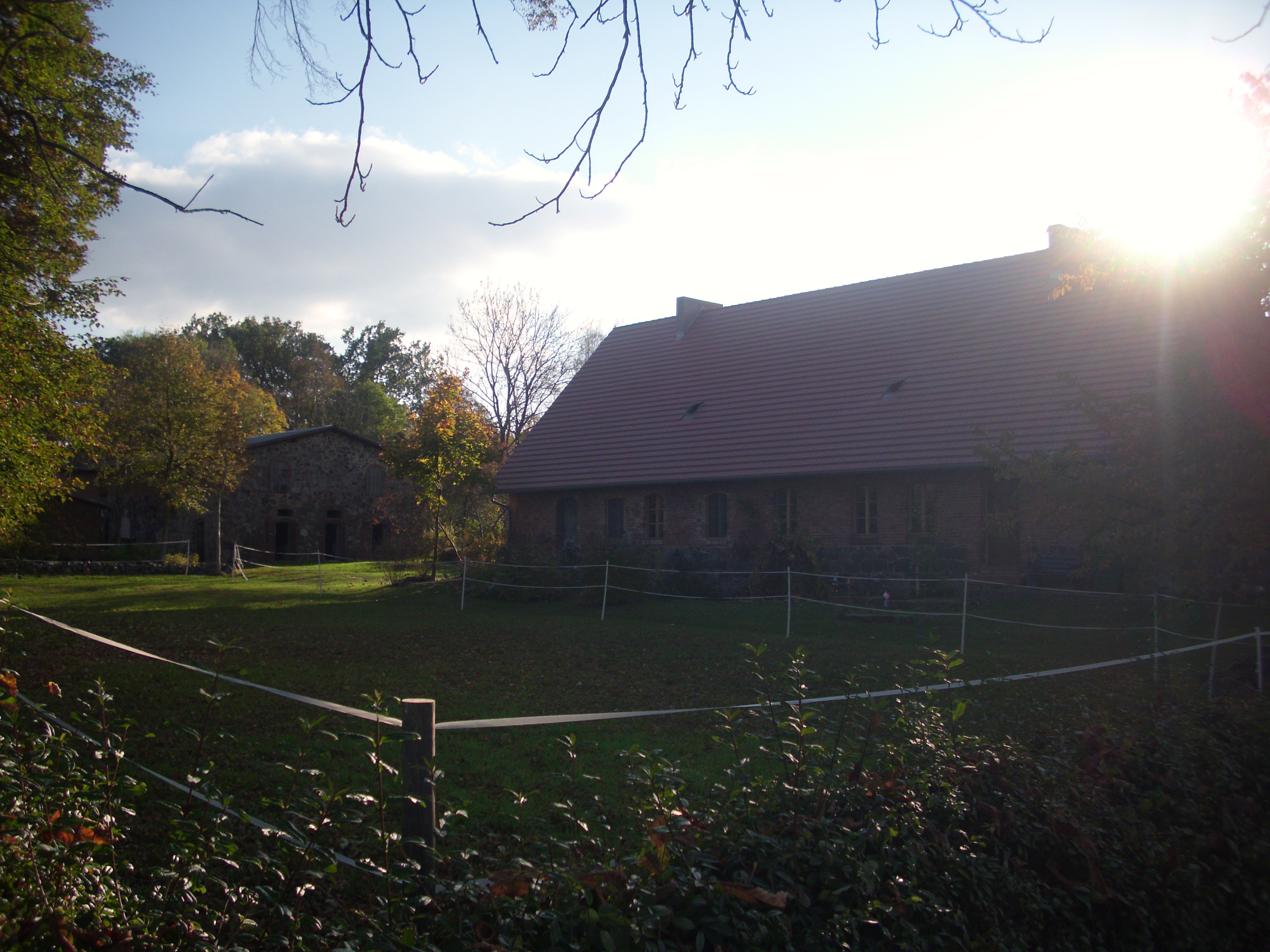
Ehemaliges Forstarbeiterhaus

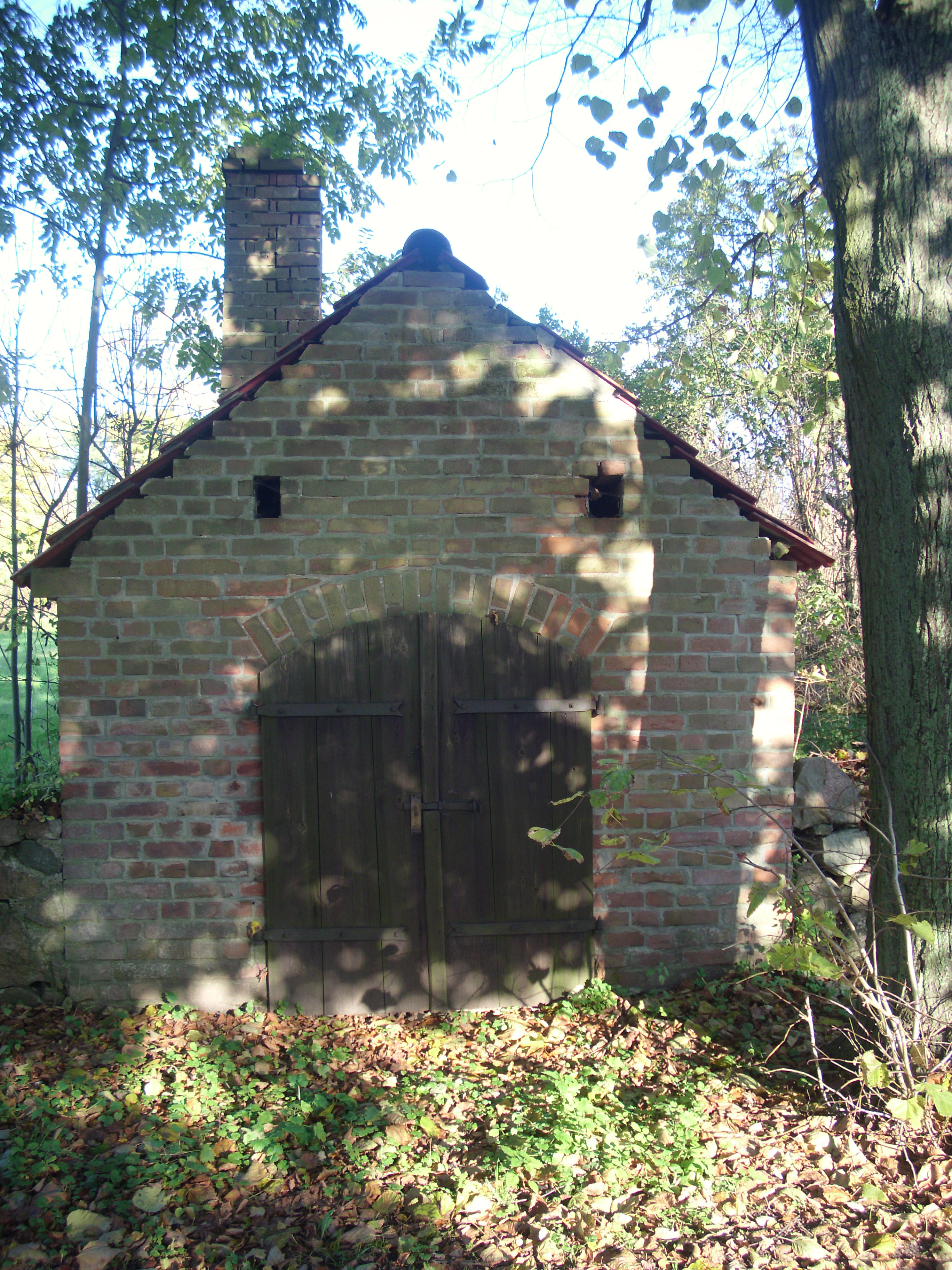
Backhaus gegenüber dem ehemaligen Forstarbeiterhaus

### 19. Jahrhundert
Aber auch Friedrich Werner Graf v. Podewils, Erb-, Burg- und Schlossgesessener zu Varzin, Sukow, und der Hasenfirschen Güter in Hinterpommern, Erb- und Gerichtsherr auf Bärklau, Leeskow und Reicherskreuz in der Niederlausitz, Walsleben in der Altmark, Fredersdorf, Vogelsdorf und Bollensdorf in der Kurmark starb 1804 ohne direkte Erben. Reicherskreuz fiel daraufhin an die Tochter seiner zwei Jahre zuvor verstorbenen Schwester Sofie Christine Dorothea (* 1734, † 1802, gesch. v. Marschall, verw. v. Haeseler, verw. v. Bredow, verw. Gräfin v. Hordt), aus der Ehe mit Graf August Ferdinand v. Haeseler, Caroline Friederike v. Haeseler, (* 1760, † 1826). Diese war mit Karl Ludwig (seit 1842 Graf) v. Berg verheiratet, mit dem sie eine Tochter Luise hatte, die 1800 den Grafen August Ernst v. Voß geheiratet hatte. Nach dem Tod der Mutter erbte Luise Gräfin v. Voß das Rittergut Leeskow. Das neue Landbuch weist sie 1828 als Besitzerin von Leeskow aus. Sie ließ das Gut von einem Pächter Rösler bewirtschaften. 1837 war ihr Sohn Felix Georg Julius August Werner Heinrich Karl Graf v. Voss, Erbherr auf Groß Giewitz und Schönau, Schorsow, Leeskow und Reicherskreuz. Dieser war in erster Ehe mit Luise Wilhelmine Gräfin von Hahn († 1833) verheiratet, 1832 hatte er die väterlichen Güter in Mecklenburg übernommen. Ob er Leeskow und Reicherskreuz überhaupt de jure bekommen hatte, ist nicht bekannt. Nach der Topographischen Übersicht des Regierungsbezirks Frankfurt a. d. Oder von 1844 (Stichjahr 1840) gehörte das Rittergut Leeskow damals immer noch seiner Mutter, der Gräfin v. Voß zu Berlin. Nach Houwald verkaufte sie Leeskow und Reicherskreuz 1843 um 36.000 Taler, an wen, ist nicht bekannt. Leeskow wurde nun Spekulationsobjekt. 1848 kaufte das Leipziger Handelshaus Bäßler & Bomnitz Reicherskreuz für 31.000 Taler, das benachbarte Leeskow für 30.000 Taler. Bereits vier Jahre später 1852 wurden Leeskow und Reicherskreuz erneut an einen neuen Besitzer namens Meister verkauft. Noch im gleichen Jahr gingen Leeskow und Reicherskreuz an den Berliner Holzhändler Fr. Tornow, der noch 1856 als Rittergutsbesitzer genannt wird. Nach Berghaus hatte das Rittergut eine Größe von 4089 Morgen. 1856 wird der Wirtschafts-Inspektor Mieske erwähnt. Man darf annehmen, dass das Gut in dieser Zeit von einem Verwalter bewirtschaftet wurde. 1856 wurden die beiden Orte weitergereicht an den Berliner Kaufmann Hirsch Hermann Cohn. Dieser verkaufte nun Reicherskreuz (vor 1861) separat an Stadtrat Joseph Leibnitz aus Prenzlau. Leeskow wurde 1878 an die Kaufleute Julius Lagowitz und Simon Saling verkauft. Joseph Leibnitz verkaufte Reicherskreuz 1867 an Salomon Cohnheim aus Demmin. Das General-Adressbuch der Ritterguts- und Gutsbesitzer im Deutschen Reiche gibt für das Jahr 1879 Hermann Niepayer als Besitzer an. Es folgte noch ein Besitzer und als letzte die Rentière Caroline Kelch geb. Wilke aus Berlin. 1890 starb Caroline Kelch und ihre Erben verkauften 1890 das Gut an den preußischen Forstfiskus. Es hatte eine Größe von 922 ha, davon 529,75 ha Kiefernwald. Auch das Rittergut Leeskow war im selben Jahr vom preußischen Forstfiskus erworben worden.

## Das Dorf Reicherskreuz
Das Dorf war immer klein, im Jahre 1695 wurde ein Schneider im Ort erwähnt. 1708 lebten 9 Kossäten mit ihren Familien in Reicherskreuz, 1718 werden nur 7 Kossäten angegeben. Das Dorf wurde mit 300 fl. Schatzung veranschlagt. Im Jahre 1723 gab es die Tochterkirche von Muckrow, gebaut 1718, zehn Gehöfte, eine kleine Schänke, eine kleine Dorfschmiede und eine Windmühle. Die Windmühle stand westlich des Dorfes etwas nördlich der heutigen L452. An die Mühle erinnert nur noch der Flurname Mühlberg, sie brannte 1906 ab, nachdem der Mahlbetrieb bereits eingestellt worden war. 1744 ist ein Leinenweber nachgewiesen.1755 lebten 102 Personen in Reicherskreuz. Der Heideläufer von Reicherskreuz im Jahre 1808 hieß Johann Haschick, im darauf folgenden Jahr wohnten zehn Kossäten und sechs Häusler mit ihren Familien in Reicherskreuz. 1818 hatte das Dorf 129 Einwohner und 22 Feuerstellen; drei Personen wohnten in der Mühle. 1840 gab es 24 Wohngebäude in denen 146 Personen lebten. Auf dem Urmesstischblatt von 1846 ist östlich des Dorfes eine Feldziegelei und Lehmgrube verzeichnet. Um 1850 (1865?) entstand das Vorwerk Clarahöhe am Weg nach Dammendorf, es gehörte ebenfalls zum Gut. Es war bereits um 1910 wieder verschwunden, die Gebäude abgebrochen. Um 1850 entstand die Fachwerkkirche auf der Friedhofshöhe, um die alte Kirche zu ersetzen. 1860 lebten in 24 Wohngebäuden 169 Personen. Um 1870 bohrte der Räschener Bergwerksbesitzer Gustav Harzer auf den Gemarkungen Goschen, Klein Muckrow und Reicherskreuz mit Erfolg auf Braunkohlen. Ein Abbau erfolgte jedoch nicht.
Einen Höhepunkt erreichte die Einwohnerzahl 1875, damals lebten 176 Einwohner in Reicherskreuz, dann sanken die Zahlen ab. Im Jahre 1933 wurden noch 108 Bewohner gezählt. Erst durch die Flüchtlinge zum Ende des Zweiten Weltkrieges wurde noch einmal ein Anstieg auf 200 Einwohner erreicht, im Jahre 2006 waren es nur noch 53, 2011 noch 47.
Nach dem Verkauf des Rittergutes wurde im Folgejahr (1891) auf dem Gutshof die Revierförsterei eingerichtet und der Oberförsterei Dammendorf unterstellt. Auch das Rittergut Leeskow wurde im Jahre 1891 der Revierförsterei Reicherskreuz angegliedert. Im Jahr 1905 wurde die Schule fertiggestellt, sie war ebenso wie der Kirchhof mit einer Feldsteinmauer umgeben. Eine Freiwillige Feuerwehr wurde im Jahre 1927 gegründet.
Der Umsiedlung, um Platz für den Bau des SS-Truppenübungsplatzes Kurmark zu machen, entkamen die Reicherskreuzer im April 1945 durch den Einmarsch der Roten Armee. Die geplanten Flächen wurden zum Schießplatz der GSSD-Truppen bis 1992. Mit dem Ende des Truppenübungsplatzes Lieberose und seiner Übergabe an das Land Brandenburg im Jahre 1994 wurde die Reicherskreuzer Heide im Folgejahr in das 2840 Hektar große Naturschutzgebiet Reicherskreuzer Heide und Schwansee integriert. Dieses ist seitdem Bestandteil des Naturparks Schlaubetal. Die waldreiche Umgebung sorgte schon immer dafür, dass die Gemeinde ein Waldarbeiterdorf war. In der Zeit der DDR war ein Großteil der Einwohner im Staatlichen Forstwirtschaftsbetrieb Frankfurt (Oder) beschäftigt, die Äcker wurden durch die LPG Schadow bewirtschaftet. Eine Schule gab es im Ort nicht mehr, im Gebäude war der Sitz des Rates der Gemeinde. Die Försterei wurde um 1970 aufgelöst, heute gehört das Revier Reicherskreuz zur Oberförsterei Lieberose. Mit dem Ende des Schulstandortes besuchten die Kinder die ersten vier Klassen in der Grundschule in Jamlitz und danach die Oberschule in Lieberose. Das frühere Forstarbeiter-Wohnhaus wurde in der DDR als Konsum-Verkaufsstelle genutzt, ihm gegenüber befand sich eines der drei Feldstein-Backhäuser des Dorfes, welche die Zeiten überdauert hatten. In den Jahren 1985 und 1986 wurde die Kirche bis auf die Grundmauern abgetragen und unter Beachtung des Denkmalschutzes wieder aufgebaut. Auf ihrem Friedhof befindet sich der liegende Stamm einer Winterlinde. Sie wurde um 1850 gepflanzt und ist ein Naturdenkmal.

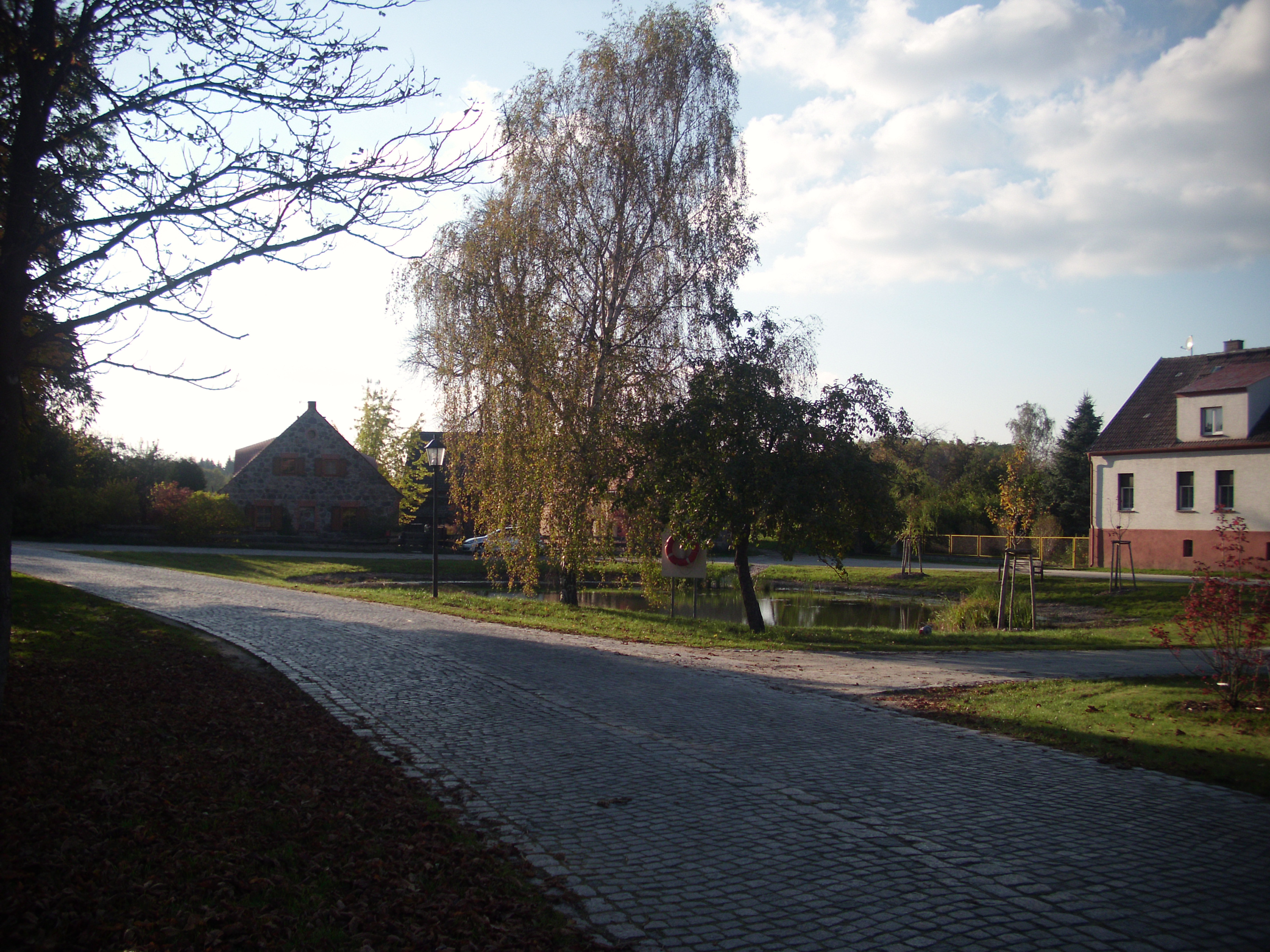
Kopfsteinpflasterstraße Reicherskreuz

Als die erste befestigte Straße im Jahre 1995 gebaut wurde, entschieden sich die Reicherskreuzer für ein Kopfsteinpflaster, da es sich besser in das Ortsbild einfügt. Dabei fand das Natursteinpflaster der ehemaligen Bärenklauer Dorfstraße (B 97) Wiederverwendung.

## Politische Zugehörigkeit
Reicherskreuz gehörte bis zum 30. Juni 1950 zum Landkreis Lübben. Nach der ersten DDR-Kreisreform gehörte der Ort vom 1. Juli 1950 bis zum 24. Juli 1952 zum Kreis Frankfurt (Oder). Mit der großen Kreisreform in der DDR gliederte man das Dorf ab dem 25. Juli 1952 in den Kreis Guben ein, der zusammen mit den Kreisen Cottbus-Land, Forst und Spremberg am 6. Dezember 1993 im Landkreis Spree-Neiße aufging.
Mit der Schaffung der Gemeinde- und Gutsbezirke 1807 wurde Reicherskreuz eine selbständige Gemeinde, die im Verhältnis zum Gutsbezirk (1529 ha) mit 434 ha deutlich kleiner war. 1848 wurde die Patrimonialgerichtsbarkeit im Gemeindebezirk abgeschafft, blieb jedoch im Gutsbezirk bis 1928 bestehen. Gemeindebezirk und Gutsbezirk Reicherskreuz wurden 1929 zur Landgemeinde Reicherskreuz vereinigt. Mit Wirkung zum 1. Oktober 1992 bildete Reicherskreuz mit 14 anderen Gemeinden die Verwaltungsgemeinschaft Amt Schenkendöbern. Am 31. Dezember 1998 schlossen sich die Gemeinden Lübbinchen, Pinnow, Reicherskreuz und Staakow zur neuen Gemeinde Pinnow-Heideland zusammen. Am 18. Juli 2002 genehmigte das Ministerium des Innern des Landes Brandenburg den Zusammenschluss der Gemeinden Atterwasch, Bärenklau, Grabko, Lutzketal und Pinnow-Heideland zur neuen Gemeinde Schenkendöbern, der zum 26. Oktober 2003 rechtswirksam wurde. Das Amt Schenkendöbern wurde zum gleichen Zeitpunkt aufgelöst, die Gemeinde Schenkendöbern amtsfrei. Auch die Gemeinde Pinnow-Heideland wurde aufgelöst, seither ist Reicherskreuz ein Ortsteil der Gemeinde Schenkendöbern. In der Gemeinde wird ein Ortsvorsteher direkt gewählt.
Mit diesen Veränderungen traten auch Änderungen der Postleitzahl (PLZ) ein. Bis 30. Juni 1993 noch O-1231, erhielt das Dorf am 1. Juli 1993 die 15868, die Eingemeindung nach Schenkendöbern brachte eine neue PLZ mit sich, die 03172.

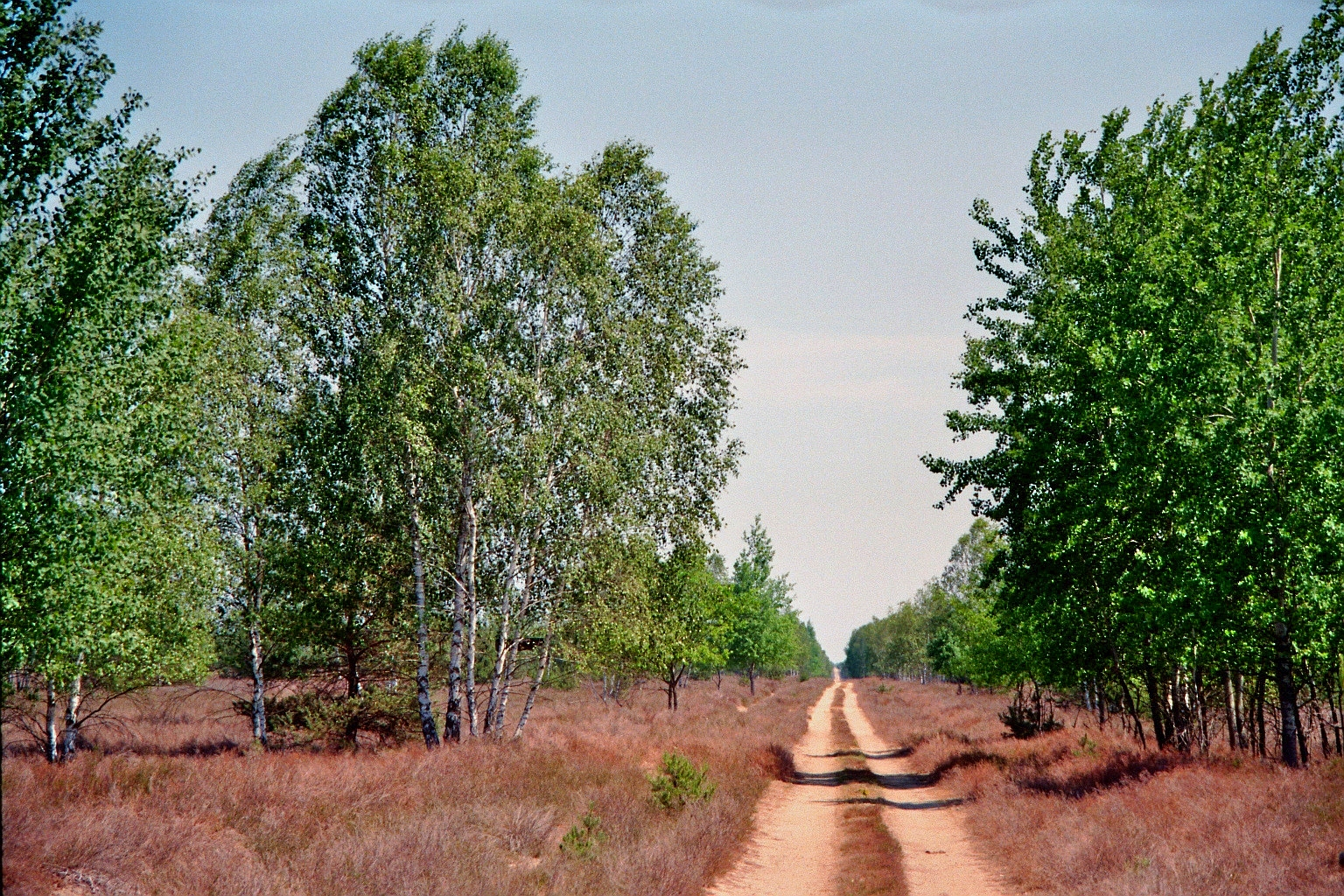
Reicherskreuzer Heide

## Freizeit und Naturschutz
Der größte Teil der Gemarkung Reicherskreuz liegt im Naturschutzgebiet Reicherskreuzer Heide und Schwansee. Der ehemalige Truppenübungsplatz ist in weiten Teilen eine Heidelandschaft, die im August, wenn die Heide blüht viele Besucher anzieht.

## Denkmale

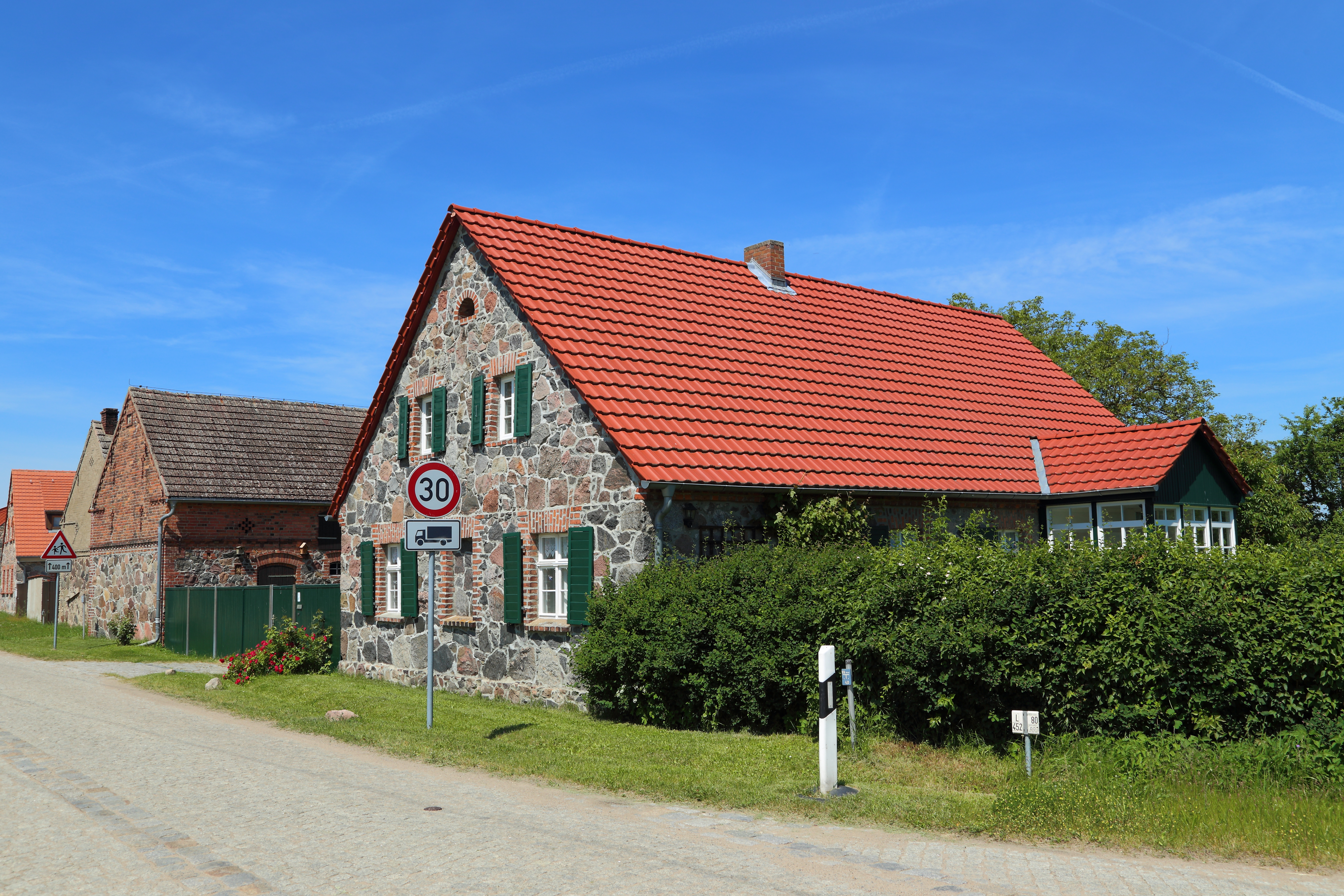
Historisches Feldsteinhaus in Reicherskreuz

Die Denkmalliste des Landes Brandenburg verzeichnet ein Bodendenkmal und ein Baudenkmal. Geschützt ist
- Nr. 120266 Flur 2,3,5: Friedhof Neuzeit, Friedhof deutsches Mittelalter, Dorfkern Neuzeit, Kirche Neuzeit, Dorfkern deutsches Mittelalter, Kirche deutsches Mittelalter (der gesamte Ortskern)
- Nr. 09125244: Dorfkirche Reicherskreuz (Reicherskreuz 18a): Der Fachwerkbau aus der Zeit um 1800 wurde in den Jahren 1985/86 bis auf die Grundmauern abgetragen und wieder neu aufgebaut. (Siehe auch Liste der Baudenkmale in Schenkendöbern)

Zusätzlich zu den Kulturdenkmale ist Reicherskreuz per „Satzung zum Schutze des Denkmalbereichs Reicherskreuz“ geschützt.